# Survivor Series (2000)
Survivor Series 2000 fue el decimocuarto Survivor Series, un evento de PPV anual de lucha libre profesional patrocinado por la World Wrestling Federation (WWF). Tuvo lugar el 19 de noviembre de 2000 en el Ice Palace en Tampa, Florida. La frase del evento era "The Rules Have Changed".

## Resultados
- Steve Blackman, Crash Holly y Molly Holly derrotó a T & A (Test y Albert) y Trish Stratus en un Combate Mixto de Seis personas por equipos (5:02)
  - Molly cubrió a Trish después de un "Sunset Flip" desde la tercera cuerda.
- (4 on 4) Tradicional Survivor Series match: Radicalz (Eddie Guerrero, Dean Malenko, Chris Benoit y Perry Saturn) derrotó a D-Generation X (Chyna, K-Kwik, Road Dogg y Billy Gunn) (12:43)

| N.º de Eliminación | Luchador                                 | Equipo                                   | Eliminado por                            | Técnica de eliminación                                                                                                | Tiempo                                   |
| ------------------ | ---------------------------------------- | ---------------------------------------- | ---------------------------------------- | --- | ---------------------------------------- |
| 1                  | Chyna                                    | D-Generation X                           | Perry Saturn                             | Fue cubierta tras ser golpeada con el Campeonato Intercontinental                                                     | 2:25                                     |
| 2                  | Eddie Guerrero                           | Radicalz                                 | Billy Gunn                               | "Sleeper slam" | 05:53                                    |
| 3                  | K-Kwik                                   | D-Generation X                           | Chris Benoit                             | "German suplex" | 7:11                                     |
| 4                  | Road Dogg                                | D-Generation X                           | Perry Saturn                             | "Northern Lights suplex"                                                                                              | 8:41                                     |
| 5                  | Dean Malenko                             | Radicalz                                 | Billy Gunn                               | "Fameasser" | 10:40                                    |
| 6                  | Billy Gunn                               | D-Generation X                           | Chris Benoit                             | "suplex" (Perry Saturn retuvo el pie de Gunn por afuera de la lona para que Gunn no se levantase para el conteo de 3) | 12:33                                    |
| Supervivientes:    | Chris Benoit and Perry Saturn (Radicalz) | Chris Benoit and Perry Saturn (Radicalz) | Chris Benoit and Perry Saturn (Radicalz) | Chris Benoit and Perry Saturn (Radicalz)                                                                              | Chris Benoit and Perry Saturn (Radicalz) |
- Kane derrotó a Chris Jericho (12:34)
  - Kane cubrió a Jericho después de una "Chokeslam".
  - Después de la lucha, Jericho atacó a Kane tras bambalinas.
- William Regal derrotó a Hardcore Holly por descalificación reteniendo el Campeonato Europeo de la WWF (5:49)
  - Holly fue descalificado después de golpear a Regal con el título.
- The Rock derrotó a Rikishi (11:19)
  - Rock cubrió a Rikishi después de un "People's Elbow".
  - Después de la lucha, Rikishi aplicó 4 "Banzai Drops" a The Rock.
- Ivory derrotó a Lita reteniendo el Campeonato Femenino de la WWF (4:52)
  - Ivory cubrió a Lita después de bloquear un "Moonsault" con el cinturón, haciendo que Lita cayera mal.
- Kurt Angle derrotó a The Undertaker reteniendo el Campeonato de la WWF (16:47)
  - Kurt cubrió a Undertaker con un "Roll-Up".
  - Durante la lucha, el hermano de Angle, Eric Angle (quien estaba escondido debajo del ring) intercambió lugares con su hermano, recibiendo el "Last Ride". Earl Hebner, el árbitro, contó hasta dos cuando se dio cuenta del engaño, parando de contar. Kurt entonces corrió por detrás y le cubrió con un "Roll-Up".
- (4 on 4) Traditional Survivor Series match: The Dudley Boyz (Bubba Ray y D-Von) y The Hardy Boyz (Matt y Jeff) derrotaron a Edge & Christian y The Right to Censor (Bull Buchanan y The Goodfather) (10:05)

| N.º de eliminación | Luchador                    | Equipo                      | Eliminado por               | Técnica de eliminación                                                                                                 | Tiempo                      |
| ------------------ | --------------------------- | --------------------------- | --------------------------- | --- | --------------------------- |
| 1                  | Matt Hardy                  | Hardyz/Dudleyz              | Edge                        | "Edge-o-matic" | 3:59                        |
| 2                  | D-Von Dudley                | Hardyz/Dudleyz              | Christian                   | "Impaler" | 5:10                        |
| 3                  | Bull Buchanan               | RTC/Edge & Christian        | Bubba Ray Dudley            | Fue cubierto tras una "Spear" de Edge sin querer                                                                       | 7:32                        |
| 4                  | Edge                        | RTC/Edge & Christian        | Bubba Ray Dudley            | "splash" accidental de Christian                                                                                       | 8:06                        |
| 5                  | Bubba Ray Dudley            | Hardyz/Dudleyz              | The Goodfather              | "Death Valley Driver"                                                                                                  | 8:40                        |
| 6                  | Christian                   | RTC/Edge & Christian        | Jeff Hardy                  | "Swanton Bomb" | 9:39                        |
| 7                  | The Goodfather              | RTC/Edge & Christian        | Jeff Hardy                  | The Goodfather y Val Venis accidentalmente intercambiaron Clotheslines, aprovechando Jeff la oportunidad para pinfall. | 10:05                       |
| Supervivientes:    | Jeff Hardy (Hardyz/Dudleyz) | Jeff Hardy (Hardyz/Dudleyz) | Jeff Hardy (Hardyz/Dudleyz) | Jeff Hardy (Hardyz/Dudleyz)                                                                                            | Jeff Hardy (Hardyz/Dudleyz) |
- Después de la lucha right to censor atacó a Jeff Hardy pero el resto de su equipo acudió a su rescate ejecutando un Whassup? y un 3D en una mesa sobre right to censor

- Steve Austin y Triple H terminaron en empate en una Pelea sin Descalificación. (25:00)
  - La pelea acabó cuando Triple H entró en un coche fuera de la arena y Austin entró con una grúa levadiza. Austin elevó el coche donde se encontraba Triple H y lo tiró aproximadamente a 20 pies de altura.
  - Durante la lucha, The Radicalz interfirieron a favor de Triple H cuando esté huía tras bambalinas.

## Otros roles
| Comentaristas - Jim Ross - Jerry "The King" Lawler Comentaristas en español - Carlos Cabrera - Hugo Savinovich Entrevistadores - Jonathan Coachman - Michael Cole - Lilian García Anunciadores del ring - Howard Finkel | Árbitros - Earl Hebner - Jim Korderas - Teddy Long - Mike Chioda - Tim White - Jack Doan - Chad Patton |